# بيتر ووليبن
بيتر فوليبين (من مواليد 1964) هو يعمل في الحراج وكاتب ألماني يكتب عن موضوعات بيئية باللغة الشعبية ويدافع بشكل مثير للجدل حول الوعي بالنبات، هو مؤلف لكتاب في قائمة نيويورك تايمز لأكثر الكتب مبيعا: الحياة الخفية للأشجار: ما يشعرون به وكيف يتواصلون الذي تمت ترجمته من الألمانية إلى الإنجليزية في عام 2016.

## حياته
بعد تخرجه من مدرسة الحراجة في روتنبورغ أم نكار، تولى وظيفة حارس حراج حكومي في ولاية راينلند بالاتينات في عام 1987، مع ازدياد معرفته بالغابات التي كان يشرف عليها أصبح محبطاً بسبب الأضرار التي سببتها التقنيات والتكنولوجيات التي كان يتوقع منه استخدامها، بما في ذلك قطع الأشجار الناضجة واستخدام المبيدات الحشرية.
يدير فوليبين غابة زان بشكل مهني نيابة عن بلدية هومل في ألمانيا. ويعرض جولات منتظمة في أكاديمية الغابات أو الحراجات الخاصة به.
يدعوا فوليبين إلى رعاية الحيوان وقد قام برفع مستوى الوعي حول معاملة الحيوانات. وجادل بشكل كبير بأن النباتات تشعر بالألم وقال "لا بأس أن نأكل النباتات وأيضا لا بأس في أكل اللحوم، بالرغم من أنني نباتي لأن اللحوم هي القاتل الرئيسي للغابات ولكن إذا كانت النباتات واعية حول ما تفعله فمن الطبيعي أن نأكلها وإلا سنموت ومن حقنا أن نعيش".

## مهنة الكتابة
بدأ فوليبين في نشر كتب تروج للبحوث العلمية المتعلقة بالإيكولوجيا وإدارة الغابات في عام 2007 وأدى ظهور كتابه "الحياة السرية للأشجار"، من خلال بصمة لودفيغ رندم هاوس إلى نشر ملفات تعريف ومراجعات في جميع الصحف الألمانية الرئيسية، بما في ذلك المقالات التشكيكية في الصحف التجارية. ظهر الكتاب في قصة غلاف في مجلة دير شبيغل وظهر في قائمة دير شبيغل الأكثر مبيعًا.
تمت ترجمة كتابه "رحلة الرافعة وساعة الزهور" الذي نشر في عام 2012 باسم "مخبر أو محقق الطقس: إعادة اكتشاف العلامات السرية للطبيعة في عام 2018 وتم إصدار الحكمة السرية للطبيعة: الأشجار والحيوانات والتوازن الاستثنائي لجميع الكائنات الحية - قصص من العلم والمراقبة نشرت في عام 2019. تم نشر أول كتاب لفوليبين للأطفال في أكتوبر 2019 باللغة الإنجليزية. بعنوان هل تسمعون الأشجار تتكلم؟: اكتشاف الحياة الخفية للغابات وهي طبعة للقرّاء الصغار من كتاب الحياة الخفية للأشجار.

### الحياة الخفية للأشجار
كتابه الذي نشر في عام 2015 عن الغابات الطبيعية، (الحياة الخفية للأشجار: ما يشعرون به، كيف يتواصلون: اكتشافات من عالم سري) ويقدم القراء إلى عالم الأشجار، بما في ذلك شبكات المايكورهيزال التي يتم من خلالها تبادل الأغذية والإشارات بين الأشجار. في سبتمبر 2016 نُشرت ترجمة باللغة الإنجليزية تحت عنوان الحياة الخفية للأشجار: ما يشعرون به وكيف يتواصلون مع مقدمة بقلم عالم البيئة الأسترالي تيم فلانري نشرتها دار جرايستون للكتب بالشراكة مع معهد ديفيد سوزوكي ويستشهد ببحث سوزان سيمارد. انتقد علماء الأحياء وعلماء الغابات الكتاب على نطاق واسع لاستخدامه لغات قوية مثل اللغة المجسمة واللغة الغائية ووصف الأشجار بأنها تحظى بصداقات وتشعر بالخوف والحب والألم. وُصف بأنه يتضمن "مجموعة من أنصاف الحقائق والأحكام المتحيزة والتفكير بالتمني".
يعرض الفيلم الوثائقي "الأشجار الذكية" العديد من ملاحظات فوليبين ويظهر بجانب سوزان سيمارد وهي أستاذة في علم إيكولوجيا الغابات في جامعة كولومبيا البريطانية التي أجرت بحوثا منذ عام 1997 حول التفاعلات بين الأشجار من خلال شبكات الميكورفاهيزال.
صدر فيلم وثائقي ثانٍ تحت عنوان "الحياة الخفية للأشجار" (بالألمانية) في دور السينما في الولايات المتحدة. وتم عرضه لأول مرة في المملكة المتحدة في عام 2021 في مهرجان ويلز وان وورلد السينمائي وعُرض عن بعد على الانترنت بسبب جائحة فيروس كورونا.

### حياة الحيوانات الداخلية
في عام 2016، قام فوليبين بتأليف كتاب "الحياة العقلية للحيوانات" الذي تُرجم إلى الإنجليزية في عام 2017 ونُشر تحت عنوان الحياة الداخلية للحيوانات: الحب والحزن والعاطفة - ملاحظات مفاجئة لعالم خفي ويدافع الكتاب عن الوعي الحيواني. ويحتوي على 41 فصلاً قصيرًا مع أمثلة لحيوانات تظهر المشاعر مثل الشجاعة والرغبة والحزن والحب والندم.

## أعماله الرئيسية
- لحياة الخفية للأشجار: ما يشعرون به، كيف يتواصلون — اكتشافات من عالم سري  (كتب جرايستون، 2015)
- حياة الحيوانات الداخلية: المحبة والحزن والعطف: ملاحظات مفاجئة لعالم سري (كتب جرايستون، 2016)

- الحكمة السرية للطبيعة: الأشجار والحيوانات والتوازن الاستثنائي لكل الأشياء الحية قصص من العلم والملاحظة (كتب جرايستون، 2017)
- هل تسمعون الأشجار تتكلم؟ التخلص من الحياة المخفية في الغابة (جرايستون كيدز، 2019)
- بيتر وأطفال الشجرة (جرايستون كيدز، 2020)
- هَدَفَاتُ ٱلْأَزْجَرِ : تَحْمِلُ عَلَاقَتُنَا القديمة مع الغابات والطبيعة (كتب جرايستون، 2021)

## روابط خارجية
- الإعلان الرسمي لفيلم "الأشجار الذكية" بطولة بيتر فوليبين وسوزان سيمارد
- كتاب الحياة الخفية للأشجار من تأليف پيتير فوليبين نسخة محفوظة 25 نوفمبر 2021 على موقع واي باك مشين. من موقع goodbooksummary.com